# Erich Spiegel
Erich Spiegel (* 15. Oktober 1919 in Gollnow (Pommern); † 15. September 1984 in Moskau) war im Mai 1945 Bürgermeister von Stettin. Anschließend wirkte er bis August 1945 als Landrat in der Umgebung von Stettin. 

## Leben und Leistungen
Spiegel wurde 1919 in Gollnow geboren und wuchs in Stettin auf. Nach dem Schulbesuch erlernte er ab 1936 den Beruf des Vermessungstechnikers. 1941 wurde er als Soldat zur Wehrmacht einberufen. 1944 geriet er in sowjetische Kriegsgefangenschaft. In der Kriegsgefangenschaft schloss er sich dem Nationalkomitee Freies Deutschland an. 
Die sowjetische Besatzungsmacht brachte ihn nach Stettin, das am 26. April 1945 durch die Rote Armee erobert worden war, und setzte ihn dort am 2. Mai 1945 als Bürgermeister ein. Die Besatzungsmacht konzentrierte die in Stettin verbliebene Bevölkerung zunächst auf den Stadtteil Zabelsdorf, den sogenannten deutschen Schutzbezirk. Spiegels Tätigkeit als Bürgermeister beschränkte sich daher auf Zabelsdorf, wo er eine neue Stadtverwaltung aufbaute. Spiegel wurde jedoch bald durch Erich Wiesner (1897–1968) verdrängt. Am 26. Mai 1945 löste die sowjetische Besatzungsmacht Spiegel durch Wiesner als Bürgermeister von Stettin ab. 
Spiegel erhielt die Amtsbezeichnung Landrat von Groß-Stettin und zugleich die eines stellvertretenden Bürgermeisters von Stettin. In der Funktion als Landrat verwaltete er das westlich der Oder gelegene Umland von Stettin. Spiegels Landratsamt befand sich zunächst in Stettin. Als am 5. Juli 1945 die sowjetische Besatzungsmacht die Stadt Stettin an den polnischen Staat übergab, verlegte Spiegel sein Landratsamt nach Hohenholz, nördlich von Penkun. Es übernahm dort die Verwaltung für diejenigen Teile des Landkreises Randow, die nicht an Polen kamen. Spiegel blieb bis August 1945 Landrat. Er war anschließend noch bis Oktober 1945 als Beauftragter für Umsiedlungswesen in Vorpommern tätig.  
Von November 1945 bis 1978 war Spiegel in leitenden Positionen der Bauwirtschaft der Sowjetischen Besatzungszone und später der DDR tätig. Er starb 1984 während einer Reise in Moskau. 